# Кай Нятрі
Кай Нятрі (фін. Kaj Natri, 13 грудня 1947) — фінський футбольний арбітр, арбітр ФІФА з 1983 по 1993 рік.
З 1981 року обслуговував матчі вищого дивізіону Фінляндії, а з 1983 і міжнародні ігри.